# Hallucinose alcoolique
 (janvier 2013).
Si vous disposez d'ouvrages ou d'articles de référence ou si vous connaissez des sites web de qualité traitant du thème abordé ici, merci de compléter l'article en donnant les références utiles à sa vérifiabilité et en les liant à la section « Notes et références ».
 Mise en garde médicale
L'hallucinose alcoolique (encore nommée hallucinose des buveurs) décrit un état hallucinatoire aigu sans trouble confusionnel, avec un automatisme mental chez la personne souffrant d'alcoolisme chronique survenant dans les 12 à 24 heures après sevrage.
Cette dénomination ancienne correspondrait selon certains  à l’actuel delirium tremens sans arguments pertinents pour justifier leur éventuelle équivalence symptomatologique. En effet les deux syndromes ont été décrits et discutés comme deux entités distinctes lors de leurs conceptualisations sur le plan pathologique.voir Carl Wernicke.
Les hallucinations sont acoustico-verbales, au contenu persécutif ou vécu comme tel, sans être critiquées par le patient. Cet état s'accompagne d'anxiété et d'agressivité, et bien qu'en général il soit de courte durée, il peut parfois se prolonger, voire se chroniciser.
La première description a été donnée par Carl Wernicke.
Références :
1-Abrégé de psychiatrie adulte du Professeur Thérèse Lampérière.
2-Manuel de psychiatrie du Docteur Henri Ey.